# 안재홍 (축구 선수)
안재홍(1998년 3월 1일 ~ )은 대한민국의 축구 선수로, 포지션은 미드필더이다. 현재 영남대학교에 재학 중이다.

## 클럽 경력
안재홍은 영남대학교 축구부 출신으로, 2019년 11월에 치러진 전남 드래곤즈 프로 선수단 공개테스트에 지원하여 88:1의 경쟁률을 뚫고 합격하였다.
K리그2 2020 시즌을 앞두고 전남 드래곤즈와 프로 계약을 체결하였다.
2020시즌 종료 후 전남을 떠났으며 영남대학교에 복학했다.